# 4148 McCartney
4148 McCartney eller 1983 AY är en asteroid i huvudbältet som upptäcktes den 11 juli 1983 av den amerikanske astronomen Edward L.G. Bowell vid Anderson Mesa Station. Den är uppkallad efter Beatles medlemmen Paul McCartney.
Asteroiden har en diameter på ungefär 7 kilometer.